# امباتوریها
امباتوریها (به لاتین: Ambatoriha) یک سکونتگاه مسکونی در ماداگاسکار است که در سوفیا (ماداگاسکار) واقع شده‌است.

## خصوصیات
امباتوریها ۹٬۰۰۰ نفر جمعیت دارد و ۱٬۱۲۸ متر بالاتر از سطح دریا واقع شده‌است.